# Александар Комаров
Александар Георгијевич Комаров (рус. Александр Георгиевич Комаров; Хабаровск, 25. јун 1923 — Самара, 22. новембар 2013) био је совјетски хокејаш на леду и освајач историјске прве златне медаље за репрезентацију Совјетског Савеза на Светском првенству 1954. године. Године 1954. додељено му је и почасно звање Заслужни мајстор спорта Совјетског Савеза, а постао је и чланом хокејашке куће славних Совјетског Савеза. Играо је у нападу на позицији десног крила.
Хокејом се активно бавио од 1948. до 1958. године и у том периоду је играо за војничке клубове СКА из Хабаровска и ЦСКА из Москве. Са Московљанима је освојио 4 титуле првака Совјетског Савеза (1950, 1955, 1956. и 1958), два друга места (1952. и 1954), те три титуле победника националног купа (1954—1956). У националном првенству одиграо је укупно 170 утакмица и постигао 105 голова.
За репрезентацију Совјетског Савеза одиграо је 30 утакмица и постигао 11 погодака, од тога 7 утакмица на светским првенствима (уз учинак од по 2 гола и асистенције). Поред златне медаље на СП 1954. освојио је и сребро на првенству 1955. године. Последњу утакмицу у дресу националног тима одиграо је у Ростоку у Источној Немачкој 29. децембра 1956. године, а била је то пријатељска утакмица против домаће селекције Источне Немачке.
По окончању играчке каријере радио је као тренер, прво као помоћни тренер у лењинградском СКА (1958—1962), а потом и у екипи СКА из Кујбишева (1964—1968. и 1973—1974). Након пензионисања радио је као инструктор физичког васпитања и културе у Самари где је живео до краја живота.